# Eugene de Blaas

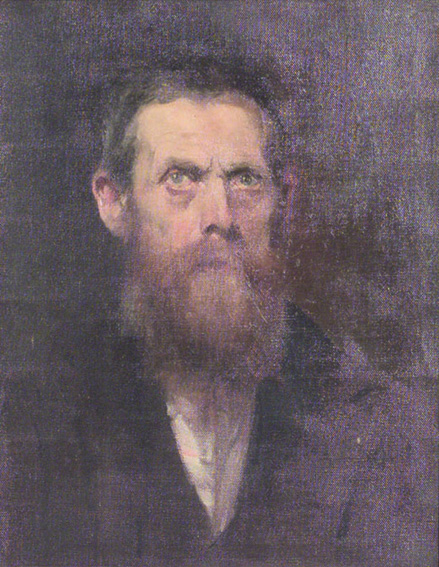
Zelfportret, 1898

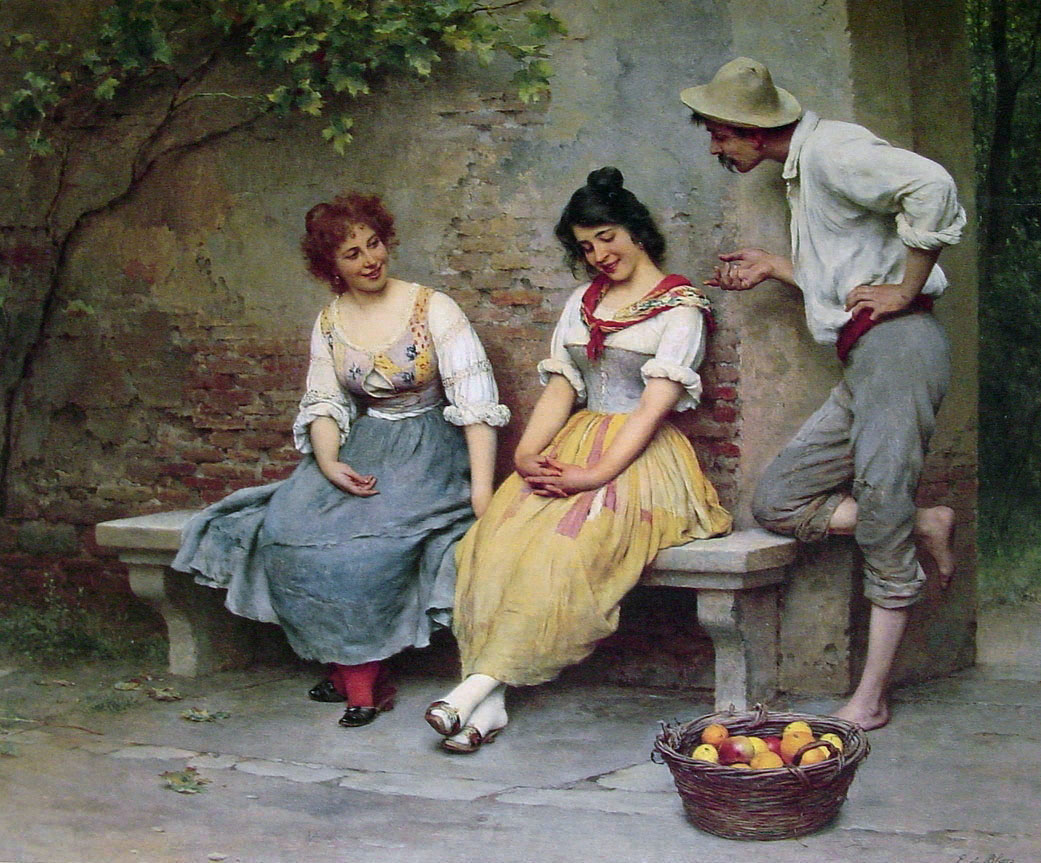
De flirt, 1904

Eugene de Blaas (ook bekend als Eugenio De Blaas of Eugen von Blaas) (Albano Laziale, 24 juli 1843 - Venetië, 10 februari 1932) was een Italiaanse kunstschilder.

## Leven en werk
De Blaas werd in Italië geboren als zoon van Oostenrijkse ouders. Op dertienjarige leeftijd verhuisde zijn familie naar Venetië. Hier bleef hij zijn leven lang wonen. De meeste van zijn schilderijen zijn dan ook in en om deze stad gesitueerd. Zijn stijl valt gedeeltelijk onder de academische kunst.
- Bibliothèque nationale de France: cb149576955 (data)
- Gemeinsame Normdatei: 116198419
- International Standard Name Identifier: 0000 0000 8123 4407
- Library of Congress Control Number: no2005055971
- MusicBrainz: 5e7a714e-a395-4659-8d6a-b7f4d85008cc
- Nationale bibliotheek van Australië: 45815747
- Nationale Bibliotheek van Israël: 987007421988505171
- Nederlandse Thesaurus van Auteursnamen: 304487759
- RKD-Nederlands Instituut voor Kunstgeschiedenis: 8721
- SNAC: w6gq82sk
- Système universitaire de documentation: 092074278
- Trove: 1472212
- Union List of Artist Names: 500046373
- Virtual International Authority File: 44570981
- WorldCat: E39PBJppBVCdpm6bvBCkyTD8YP